# Mangelia pontyi
Mangelia pontyi is een slakkensoort uit de familie van de Mangeliidae. De wetenschappelijke naam van de soort is voor het eerst geldig gepubliceerd in 1910 door Dautzenberg.